# 스기사키역
스기사키역(일본어: 杉崎駅)은 일본 기후현 히다시에 있는 도카이 여객철도 다카야마 본선의 역이다. 단선 승강장 1면 1선의 구조를 지닌 지상역이자 무인역이다.

## 역 주변
- 미야가와 강

## 역사
- 1952년 12월 25일 : 스기자키 가승강장(일본어: 杉崎仮乗降場으로서 개업.
- 1955년 10월 15일 : 역으로 승격. 스기사키역으로 한다. 여객영업만.
- 1987년 4월 1일 : 민영화에 의해, 도카이 여객철도로 이관.

## 인접 정차역
| 도카이 여객철도 다카야마 본선 | 도카이 여객철도 다카야마 본선 | 도카이 여객철도 다카야마 본선 |
| ----------------------------- | ----------------------------- | ----------------------------- |
| 히다후루카와 기후 방면        | ■ 다카야마 본선               | 히다호소에 이노타니 방면      |